# Warszawska Akademia Medyczna Nauk Stosowanych
Warszawska Akademia Medyczna Nauk Stosowanych (nazwa skrócona: Warszawska Akademia Medyczna; wcześniej Mazowiecka Uczelnia Medyczna w Warszawie i Wyższa Szkoła Mazowiecka w Warszawie) – uczelnia niepubliczna z siedzibą w Warszawie, działająca od 10 września 2004. Wpisana do prowadzonego przez Ministra Nauki i Szkolnictwa Wyższego rejestru uczelni niepublicznych i związków uczelni niepublicznych pod nr 304. Od 14 grudnia 2022 posiada uprawnienia akademickie.
Uczelnia dzieli się na dwa instytuty, oba działające w Warszawie: Centrum Kształcenia Praktycznego (ul. Ludwika Rydygiera 8) oraz Centrum Naukowo-Dydaktyczne (ul. Okopowa 59).

## Opis

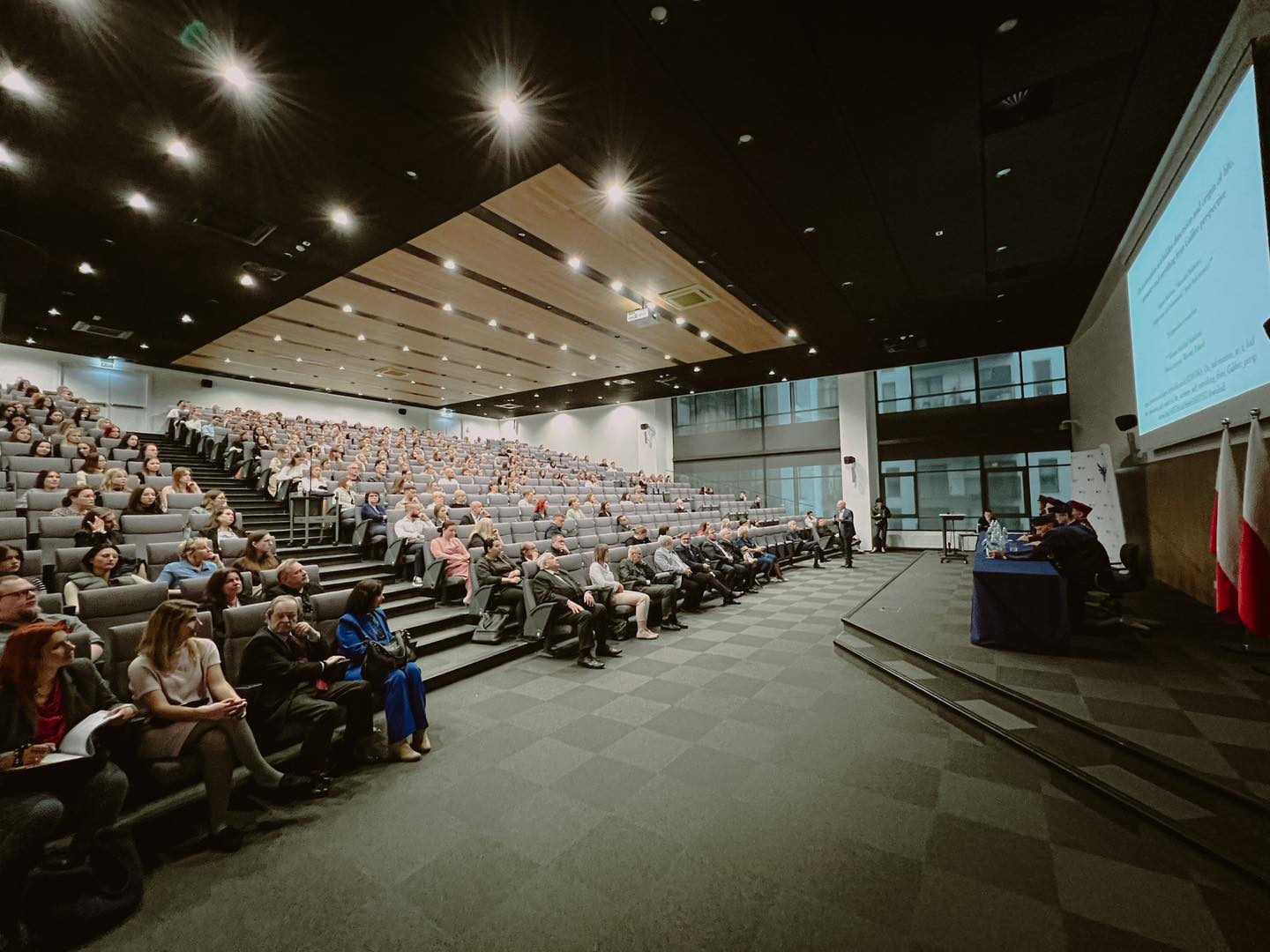
Aula WAM (2023)

Warszawska Akademia Medyczna specjalizuje się w kształceniu osób na kierunkach o profilu praktycznym z zakresu nauk medycznych. Składa się z dwóch wydziałów: Wydział Nauk Medyczno-Społecznych oraz Wydział Nauk o Zdrowiu. Możliwe jest podjęcie na nich studiów licencjackich na kierunkach: pielęgniarstwo (studia I stopnia), położnictwo, optometria; a także studiów magisterskich na kierunkach: pielęgniarstwo studia II stopnia), fizjoterapia, psychologia. Uczelnia oferuje również studia podyplomowe na kierunkach: odpowiedzialność karna zawodowa i dyscyplinarna w zawodach medycznych, psychologia śledcza z elementami kryminalistyki, psychologia sądowa, fizjoterapia w sporcie, teoria integracji sensorycznej, terapia pedagogiczna uczniów z zaburzeniami neurorozwojowymi, terapia pedagogiczna uczniów z zaburzeniami neurorozwojowymi, terapia ręki oraz medycyna osteopatyczna.
Te ostatnie prowadzone są w ramach międzynarodowej współpracy pod nazwą Warsaw Osteopathic Medicine Academy (WOMA). Studia trwają cztery lata, a kształcenie prowadzone jest w oparciu o normy Osteopathic European Academic Network (OsEAN), tj. organizacji zrzeszającej szkoły osteopatii w Europie i na świecie.
Przy uczelni działa komisja bioetyczna.
W 2018 uczelnia zmieniła nazwę z Wyższej Szkoły Mazowieckiej w Warszawie na Mazowiecką Uczelnię Medyczną w Warszawie, natomiast pod koniec 2022 zmieniono nazwę na Warszawską Akademię Medyczną Nauk Stosowanych, co miało związek z nadaniem jej uprawnień akademickich na podstawie decyzji Ministra Nauki i Szkolnictwa Wyższego dnia 14 grudnia 2022. Jest to pierwsza w Polsce niepubliczna uczelnia medyczna, która otrzymała tego typu uprawnienia.

### Programy dydaktyczne i akredytacje
Uczelnia jest członkiem organizacji wspierających jakość kształcenia w zawodach medycznych w Europie i na świecie. Wśród nich znajdują się m.in.:
- ENPHE – The European Network of Physiotherapy in Higher Education[14]
- PRME – Principles for Responsible Management Education
- AMEE – An International Association for Health Profession Education

Akademia prowadzi współpracę z European Society for Pediatric Research (ESPR) w ramach podpisanego porozumienia instytucjonalnego.
Uczestniczy również w programach umożliwiających międzynarodową wymianę naukową, m.in. w ramach OsEAN oraz Erasmus+.

### AZS WAM
Akademicki Związek Sportowy Warszawskiej Akademii Medycznej powstał w 2022, jako koło środowiskowe Warszawskiego Akademickiego Związku Sportowego. Głównymi celami AZS działającego w ośrodku akademickim WAM jest rozwój wychowania fizycznego, promocja zdrowego stylu życia i aktywności fizycznej wśród studentów oraz wspieranie szczególnie uzdolnionych zawodników. W kole działają sekcje: kolarska, siatkówki i biegowa.

## Władze uczelni

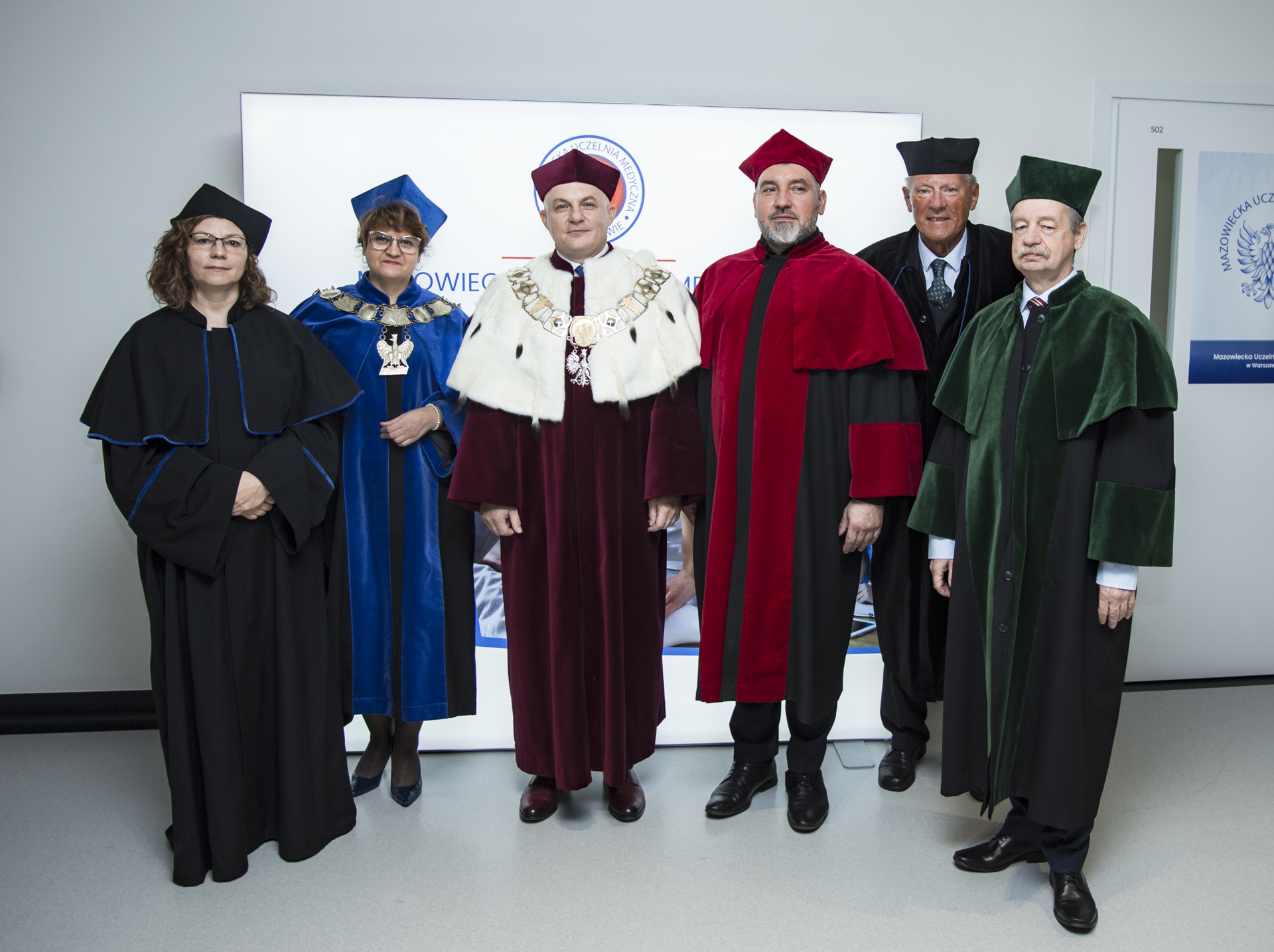
Władze i Senat WAM (2022)

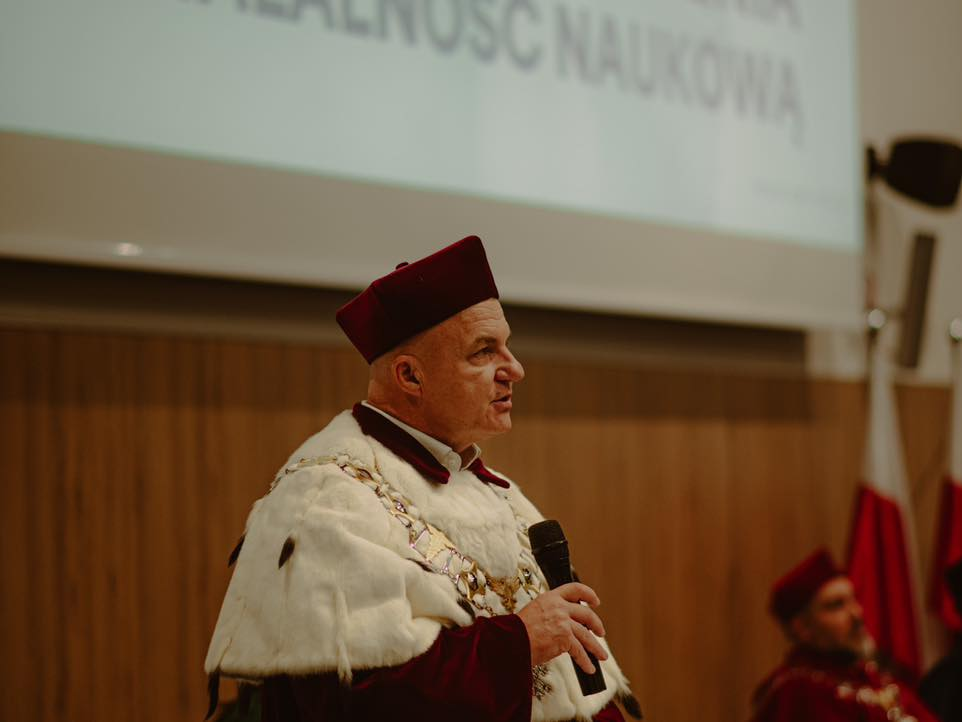
Rektor uczelni dr Piotr Kusznieruk (2023)

- Rektor – dr n. pr. Piotr Kusznieruk
- Dziekan Wydziału Medycznych -  dr hab. n. med. i n. o zdr. Marek Łyp
- Dziekan Wydziału Nauk Społecznych - dr Elżbieta Trylińska - Tekielska
- Prodziekan Wydziału Nauk o Zdrowiu - dr Małgorzata Kaszuba

## Wydziały
Wydział Nauk Medyczno-Społecznych, który prowadzi kształcenie na kierunkach:
- fizjoterapia
- psychologia
- optometria

Wydział Nauk o Zdrowiu, który prowadzi kształcenie na kierunkach:
- pielęgniarstwo
- położnictwo

## Baza kliniczna
Szpitale kliniczne, w których WAM prowadzi działalność dydaktyczną oraz badania naukowe to m.in.:
- Szpital Praski pw. Przemienienia Pańskiego, al. „Solidarności” 67, Warszawa
- Wojskowy Instytut Medycyny Lotniczej, ul. Krasińskiego 54/56, Warszawa
- Wojskowy Instytut Medyczny, ul. Szaserów 128, Warszawa
- Warszawski Szpital dla dzieci, ul. Kopernika 43, Warszawa
- Mazowiecki Szpital Wojewódzki Drewnica, ul. Rychlińskiego 1, Ząbki
- Szpital Bielański im. Ks. Jerzego Popiełuszki, ul. Cegłowska 80, Warszawa
- Mazowiecki Szpital Bródnowski, ul. Kondratowicza 8, Warszawa
- Warszawski Szpital Południowy, ul. Pileckiego 99, Warszawa
- Szpital Czerniakowski, ul. Stępińska 19/25 Warszawa
- Szpital Wolski im. dr Anny Gostyńskiej, ul. Kasprzaka 17, Warszawa
- Szpital kliniczny im Księżnej Anny Mazowieckiej, ul. Karowa 2, Warszawa
- Szpital Specjalistyczny im. Świętej Rodziny, ul. A.J. Madalińskiego 25, Warszawa
- Szpital Grochowski im. dr med. Rafała Masztaka, ul. Grenadierów 51/59, Warszawa

## Wydawnictwo Warszawskiej Akademii Medycznej MED
Uczelnia prowadzi wydawnictwo naukowe MED, którego siedziba mieści się przy ul. Rydygiera 8 w Warszawie.
MED jest wydawcą czasopisma „Problemy Fizjoterapii”, a także „Studia Medyczno-Społeczne”. Do rady naukowej wydawnictwa wchodzą: prof. dr hab. n. med. Zbigniew Lew-Starowicz (Przewodniczący), dr n. o zdrowiu Olga Dembicka, prof. dr hab. Jerzy Jaskiernia, dr n. med. Karolina Kopacz, prof dr hab. Mariusz Łapiński, prof. dr hab. Kazimierz Pospiszyl, dr n med. Sebastian Szajkowski, prof. dr hab. n.med. Jerzy Szaflik, prof. dr hab. Władysław Szymański, prof. dr hab. Maria Szyszkowska. Redaktorem naczelnym publikacji jest prof. dr hab. h.c. Wojciech Pomykało.